# Ixora davisii
Ixora davisii là một loài thực vật có hoa trong họ Thiến thảo. Loài này được Sandwith mô tả khoa học đầu tiên năm 1937.